# The Feeble Files
The Feeble Files est un jeu vidéo d'aventure en pointer-et-cliquer développé et édité par Adventure Soft, sorti en 1997 sur Windows, Mac, Amiga et WarpOS.
Il s'agit d'une comédie de science-fiction à l'humour britannique marqué.

## Accueil
- Adventure Gamers : 4/5[1]
- IGN : 5,8/10[2]